# Didogobius amicuscaridis
Didogobius amicuscaridis es una especie de peces de la familia de los Gobiidae en el orden de los Perciformes.

## Morfología
Los machos pueden llegar a alcanzar los 3,2 cm de longitud total.

## Hábitat
Es un pez de Clima tropical y bentopelàgico que vive entre 7-25 m de profundidad.

## Distribución geográfica
Se encuentra en el Atlántico norte: São Tomé. 

## Observaciones
Es inofensivo para los humanos. 